# 舊涅皮茲納尼齊
50°46′10″N 27°55′7″E / 50.76944°N 27.91861°E
舊涅皮茲納尼齊（烏克蘭語：Старі Непізнаничі），是烏克蘭北部的村莊，隸屬日托米爾州的茲維亞赫爾區。該村面積0.51平方公里，海拔高度206米，2001年人口80，人口密度每平方公里157.79人。